# Aleksander Kaczor
Aleksander Kaczor (ur. 27 marca 1927 w Szczekarkowie, zm. 23 stycznia 2007) – polski pięcioboista nowoczesny, mistrz Polski (1961).

## Kariera sportowa
Był uczniem Liceum Ogólnokształcącego im. Tadeusza Kościuszki w Lublinie, w latach 1950-1953 studiował w Akademii Wychowania Fizycznego w Warszawie. Po studiach powołany do służby wojskowej, zaczął uprawiać pięciobój nowoczesny. W 1961 osiągną swój największy sukces w karierze, zdobywając mistrzostwo Polski. Wyczynowe uprawianie sportu zakończył rok później. Przez wiele lat pracował jako instruktor pływania.